# CeCe Moore
CeCe Moore (15 de gener 1969) és una genealogista genètica, coneguda com a col·laboradora en molts programes de televisió i com a assessora en el monogràfic Finding Your Roots, especialitzat en genealogia.
Mitjançant la seva metodologia en la identificació de persones amb genealogia genètica, ha ajudat les agències de seguretat dels Estats Units a resoldre una cinquantena de casos oberts en un any. El maig de 2020, va començar un programa a la cadena ABC anomenat The Genetic Detective, en el qual cada capítol descriu un cas obert que ella va ajudar a resoldre.

## Biografia
Moore va néixer el 1969, filla d'Anthony Michael Moore i Janis Proctor. El 2012, va descobrir a través d'un test d'ADN que era part de l'ètnia jueva asquenazita. Va estudiar teatre, cinema, i actuació vocal a la Universitat del Sud de Califòrnia i va aparèixer en alguns anuncis; va dirigir i protagonitzar campanyes publicitàries (amb el seu company, més tard el seu marit, Lennart Martinson), i va participar professionalment en diversos musicals, com ara The Fantasticks o West Side Story.
Moore es va interessar en la genealogia de l'ADN el 2003. L'any 2009, mentre desenvolupava un anunci per a l'empresa Family Tree DNA, on la gent penja les seves dades d'ADN, va conèixer la genealogista Katherine Borges, que era directora de la Societat Internacional de Genealogia Genètica (ISOGG, de l'anglès International Society of Genetic Genealogy). Borges la va presentar a l'empresa rival d'ADN 23andMe i va convertir Moore en la líder d'un fòrum per a persones que volien saber més sobre la genealogia genètica. Moore es va fascinar amb el tema, es va formar de forma autodidacta, va transmetre els seus projectes empresarials al seu marit Martinson i va treballar a temps complet en la genealogia de l'ADN. El 2012 va demanar a 23andMe si podia posar els registres d'ADN dels crims dins les seves bases de dades d'ADN. L'empresa s'hi va negar, però, més tard, el 2018, va poder utilitzar les bases de dades d'ADN de GEDmatch i Family Tree DNA.
Ha aparegut com a convidada en programes de televisió com Finding Your Roots, 20/20, The Doctors, The Dr. Oz Show, CBS This Morning, The Today Show, Good Morning America i a 60 Minuts de la CBS. Des de 2012 és l'experta de genealogia genètica de Finding Your Roots and Genealogy Roadshow, i dirigeix la unitat de genealogia genètica de Parabon NanoLabs.

## Casos d'identificació humana
Moore ha estat una experta clau en diversos casos d'identificació humana. El 2014, va ser la genealogista genètica que va treballar amb la família Branum en el cas d'intercanvi d'esperma d'inseminació artificial de la Universitat Thomas Ray Lippert d'Utah (Lippert treballava en una clínica de fertilitat i substituïa el semen de client pel seu propi semen). Paul Fronczak era un nounat que va ser segrestat dels braços de la seva mare per una dona que es feia passar per infermera en un hospital de Chicago el 1964 i es creu que va ser retornat als seus pares naturals el 1966. El 2015, l'equip de genealogistes genètics de Moore va descobrir la veritable identitat de l'home criat com Paul Fronczak. Utilitzant els mètodes de Moore per a la recerca dels pares naturals en adopció, es va descobrir que el seu nom real és Jack Rosenthal i que té un bessó desaparegut anomenat Jill. El veritable Paul Fronczak es va trobar vivint a Michigan el 2019.
El 2015, Moore va dirigir un equip d'investigadors que va establir la veritable identitat de l'amnèsic Benjaman Kyle com William Burgess Powell. El 2004, Kyle havia estat trobat fora d'un Burger King a Geòrgia; els metges van determinar que patia amnèsia dissociativa. Durant onze anys, ni Kyle ni les forces de l'ordre que van assistir en el seu cas van conèixer la seva veritable identitat, que més tard va poder reclamar. Moore treballa amb adults que van ser abandonats quan eren nadons per identificar-ne la identitat biològica. Es van identificar els pares biològics de la dona trobada a Califòrnia, Kayla Tovo, així com els pares biològics dels tres germans expòsits de l'àrea de Los Angeles, que van ser presentats al programa 20/20 de maig de 2016, i els pares biològics de la trobada «May Belle» de Tulsa, també coneguda com Amy Cox, tal com es va presentar a The Dr. Oz Show l'octubre de 2016.
Com a investigadora de genealogia genètica de la sèrie de PBS Finding Your Roots, el 2015 Moore va descobrir que la mare del raper LL Cool J va ser adoptada. Mitjançant l'anàlisi de l'ADN del raper, va poder identificar els seus avis biològics i presentar-lo a la seva àvia materna biològica de noranta anys.

## Projectes

### Recerca familiar
Moore va fundar un grup de Facebook anomenat «DNA Detectives», per a persones adoptades i altres persones de filiació desconeguda que intentaven utilitzar l'ADN per a identificar la família biològicva. El 2022, aquesta pàgina de Facebook tenia 170.000 seguidors.
Com a resultat de descobrir que el seu cunyat és un descendent directe de Thomas Jefferson i Sally Hemings i també una ascendència africana inesperada, Moore va fundar el projecte d'ADN autosòmic Hemings/Jefferson.

### Investigacions penals
El 2018 Moore es va unir a Parabon NanoLabs com a cap de la seva unitat de genealogia genètica i tenia tres genealogistes treballant per a ella. Parabon investiga casos policials sense resoldre mitjançant la genealogia genètica. El setembre de 2018, Moore va dir que era capaç de resoldre aproximadament la meitat dels casos en què estava treballant. El febrer del 2019 era optimista que la majoria dels casos sense resoldre es podrien resoldre amb dades públiques d'ADN en pocs anys. Tanmateix, el maig del 2019, GEDmatch, la base de dades d'ADN que havia utilitzat principalment per resoldre casos oberts, va canviar les seves regles de privadesa de manera que es va fer molt més difícil resoldre'ls. Moore va dir: «Es pensi el que es pensi sobre aquesta decisió, és indiscutible que és un revés per a la justícia i les víctimes i les seves famílies.» El gener de 2022 ja havia resolt més de 150 casos.